# Eadwulf di Northumbria
Eadwulf (... – 717) regnò sulla Northumbria dalla morte di Aldfrith da dicembre del 704 a febbraio/marzo del 705, quando il figlio di Aldfrith, Osred, fu messo sul trono.

## Biografia
Osred era un bambino quando il padre morì e Eadwulf usurpò il potere. All'inizio Eadwulf sembra aver avuto il supporto dell'ealdorman Berhtfrith, figlio di Berhtred, probabilmente lord della frontiera nord-orientale della Bernicia. Tuttavia scoppiò ben presto una crisi: il vescovo Wilfrid, esiliato da Aldfrith, decise di tornare in Northumbria. Ciò fece scoppiare la guerra civile tra Eadwulf e Berhtfirth, che culminò con l'assedio di Bamburgh e la vittoria di Berhtfrith, Wilfrid e i seguaci di Osred, che fu rimesso sul trono di Northumbria. Eadwulf andò in esilio o nella Dál Riata o nel paese dei Pitti e in esilio sarebbe morto, come dicono gli Annali dell'Ulster, nel 717. Suo figlio Earnwine fu ucciso per ordine di Eadberht di Northumbria nel 740. Il nipote di Eadwulf, Eardwulf, e il figlio di Eardwulf, Eanred, diverranno in seguito re Northumbria.